# 워킹 데드: 데릴 딕슨
《워킹 데드: 대릴 딕슨》(영어: The Walking Dead: Daryl Dixon)은 AMC에서 2023년 9월부터 방영된 미국의 좀비, 공포, 포스트 아포칼립스 드라마이다. 드라마 《워킹 데드》의 캐릭터 대릴 딕슨을 주인공으로 한 스핀오프 작품이다.